# 孵卵器

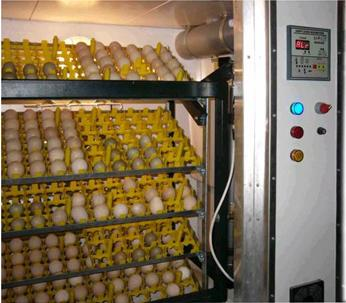
孵卵器

孵卵器（ふらんき）とは鳥類や爬虫類、魚類の卵を人工孵化させるための装置である。

## 概要
孵卵器は原理的には恒温槽（こうおんそう）と同じであり、保温する装置として広義ではインキュベーターとも言う。
人工孵化させる為に卵を保温するにあたって、その生物ごとに最適な孵化温度、孵卵湿度、酸素濃度、二酸化炭素濃度がある。例としてニワトリの人工孵化で最適な温度は37.5℃前後、最適な湿度は60%前後とされている（後述のように厳密には時期により異なる）。

## 鳥類用孵卵器
ここでは最もポピュラーな鶏卵用の孵卵器を例として記述する。

### 種類

#### 形式
種卵を置く卵座が数段重なっていてファンで空気を攪拌できるものを立体孵卵器、温度差をなくすためのファンがないため種卵を置く段が一段しかないものを平面孵卵器という。
特殊なタイプとしては、トキの卵を保温したまま中国から輸送する為に昭和フランキによって携帯孵卵器が開発された。内蔵電源により18時間はコードレスで保温できるという。

#### 時期
孵卵器に種卵を入れる入卵から18日目頃まで使用する転卵しながら孵卵を行うものをセッター、18日目以降にヒナを発生させるためのものをハッチャーという。転卵（てんらん）とは卵を転がす事で、卵の中の胚が殻の内側に貼り付くことを防止する為に行う。

### 設定
温度
立体ふ卵器では、ふ卵18日目までは37.6～37.8℃、18日以降は37.2～37.4℃が適温とされる。
平面ふ卵器では、ふ卵18日目までは種卵上面が39.0～39.5℃、18日以降は種卵上面が38.0～38.5℃が適温とされる。
湿度
ふ卵18日目までは55～60%、18日以降は60～70%がよいとされる。
酸素濃度
適切な酸素濃度は21%で空気中の酸素濃度でよく、酸素濃度が1%低下すると5%ふ化率が低下する。
二酸化炭素濃度
二酸化炭素濃度は0.5%以下がよく、二酸化炭素濃度が1%以上になるとふ化率が低下する。

### 管理
孵卵管理は次の手順で行われる。なお、種卵の貯卵や孵卵の際は鋭端が下になるように置くが、1週間以上貯卵する場合は鋭端が上になるように置くほうが孵化率は高いとされる。
- 集卵
- 種卵選別
- 種卵消毒
- 入卵 - 孵卵器に入れる作業[1]
- 検卵 - 透光で無精卵や中止卵を取り除き緑膿菌の増殖を防ぐ作業[1]
- ハッチャー移し
- 発生作業